# Stéphane Gonthier
Stéphane Gonthier (* 4. Dezember 1972) ist ein früherer französischer Skeletonsportler.
Stéphane Gonthier lebt in La Plagne. Er gab sein internationales Debüt 1996 im Skeleton-Weltcup in La Plagne auf seiner Heimbahn und wurde dort 45. 2000 kam er auf derselben Bahn auf den 21. und damit besten Platz in seinen 19 Weltcuprennen. Dieselbe Platzierung erreichte er auch bei seinem letzten Weltcuprennen 2002 in St. Moritz. Dreimal nahm er an Skeleton-Weltmeisterschaften teil. 1999 wurde er in Altenberg 26., 2000 in Igls 27. und 2001 in Calgary 25. 2000 und 2001 gewann er bei Französischen Meisterschaften hinter Philippe Cavoret sie Silbermedaillen.